# Пенн и Теллер: Сделай так, чтоб тебя убили
«Пенн и Теллер: Сделай так, чтоб тебя убили» (англ. Penn & Teller Get Killed) — американская кинокомедия с элементами чёрного юмора 1989 года.

## Сюжет
Комедия показывает приключения популярного дуэта иллюзионистов Пенн и Теллер. В одном из многочисленных теле-выступлений Пенн в шутку обмолвился, что было бы неплохо, если бы кто-то попытался его убить. За этим следует несколько покушений на его жизнь, часть из которых (включая чудесное спасение), как выясняется, организовал его напарник Теллер.

## В ролях
- Пенн Джиллетт — камео
- Теллер — камео
- Кэйтлин Кларк — Карлотта
- Дэвид Патрик Келли — фан

## История проката

### Даты премьер
Даты приведены в соответствии с данными IMDb.
- Канада — 14 сентября 1989 (премьерный показ на кинофестивале в Торонто)
- США — 22 сентября 1989

## Критика
Режиссёр Квентин Тарантино отметил что фильм «иллюстрирует низкое качество последних фильмов режиссёров».